# Pseudogriphoneura variata
Pseudogriphoneura variata är en tvåvingeart som först beskrevs av Friedrich Georg Hendel 1907.  Pseudogriphoneura variata ingår i släktet Pseudogriphoneura och familjen lövflugor.
Artens utbredningsområde är Nicaragua. Inga underarter finns listade i Catalogue of Life.